# Ante Katalinić
Ante Katalinić   (Zadar, 11 de febrer de 1895 - Milà, 31 d'octubre de 1981), italianitzat Antonio Cattalinich, fou un remer italià que va competir durant la dècada de 1920. Era nascut a Zara, província del Regne d'Itàlia en el període d'entreguerres. Era germà dels també remers Simeone i Francesco Cattalinich.
El 1924 va prendre part en els Jocs Olímpics de París, on disputà la prova del vuit amb timoner del programa de rem, en què guanyà la medalla de bronze.